# شهر آوازه‌خوانی
شهر آوازه‌خوانی (آلمانی: Die singende Stadt) یک فیلم موزیکال به کارگردانی کارمینه گالونه است که در سال ۱۹۳۰ منتشر شد. یک نسخهٔ انگلیسی‌زبان از این فیلم با عنوانِ شهر ترانه در سال ۱۹۳۱ منتشر شد.

## بازیگران
- یان کیه‌پورا
- بریگیته هلم
- والتر یانسن
- گئورگ الکساندر
- هرمان بلاس
- مارتین کوسلک
- هانس هاینریش فون تواردوفسکی